# Kristian Thulesen Dahl
Kristian Thulesen Dahl (nacido el 30 de julio de 1969) es un político danés que ejerció como presidente del Partido Popular Danés desde 2012 hasta 2022, luego de la renuncia de su predecesora, Pia Kjærsgaard. Ha sido parlamentario del Folketing (parlamento danés) desde 1994. Es Caballero de la Orden de Dannebrog.
En 2013, Thulesen Dahl argumentó que Dinamarca debería aceptar en mayor cantidad a refugiados que provienen de países no musulmanes y menos de países que son musulmanes. En la misma entrevista, se declaró partidario de la libertad de culto, en la que si un ciudadano danés desea convertirse al islam es libre de hacerlo, pero que sin embargo, cree que en Dinamarca no hay espacio para personas que tengan un pasado musulmán.
En 2014 una encuesta realizada entre votantes de la derecha danesa demostró que Thulesen Dahl era el mejor considerado como posible candidato a Primer ministro que cualquier otro dirigente de partidos derechistas, incluyendo al ex-primer ministro Lars Løkke Rasmussen. Él, sin embargo, no se considera candidato al cargo.
En las elecciones generales de 2015, la primera con Thulesen como presidente del partido, su partido obtuvo 37 de los 179 escaños en el parlamento, por lo que se convirtió en el segundo partido con más escaños del Folketing. Thulesen Dahl obtuvo más de 57.000 votos personales. Mientras su partido se convertía en el más grande del bloque derechista, y sea mucho más popular que el candidato a Primer ministro del Venstre, Løkke Rasmussen,  rechazó participar en aquellas elecciones.